# Operació Bøllebank
L'operació Bøllebank, també coneguda com a batalla de Sarači-Kalešija, és el nom donat a l'enfrontament militar entre les forces militars serbobosnianes i les unitats de combat daneses, noruegues i sueques que formaven el Batalló Nòrdic (NORDBAT 2) de la Força de Protecció de les Nacions Unides (UNPROFOR), als afores de la ciutat de Tuzla, el 29 d'abril de 1994.
Quan intentaven rellevar les forces sueques al post d'observació Tango 2 després del poble de Kalesija, les forces daneses del Jydske Dragonregiment van ser emboscades per la brigada Šekovići serbobosniana. L'emboscada va ser dispersada per les forces de reforç de l'ONU que van contraatacar amb foc intens dels tancs Leopard danesos en dos enfrontaments separats. Mentre que no va morir cap soldat danès o suec en l'operació, les estimacions situen el nombre de morts sèrbies en unes 150.
L'incident fou la primera vegada en què les forces armades daneses duien a terme operacions de combat des de la Segona Guerra Mundial, gairebé cinquanta anys abans, i ha generat debats i controvèrsies, encara vigents, sobre els drets de les forces de manteniment de la pau de l'ONU a exercir la força i a participar en combats directes.

## La UNPROFOR a Bòsnia i Hercegovina
La violència i la guerra civil als Balcans van començar l'any 1991 amb l'enfonsament de la federació de repúbliques iugoslaves. A partir de 1992, la lluita es va estendre a Bòsnia i Hercegovina mentre el país intentava aconseguir la independència i el reconeixement internacional. Amb l'esperança de posar les bases d'acords de pau i minimitzar les conseqüències humanitàries dels combats, l'ONU va desplegar forces de manteniment de la pau a Bòsnia poc després de l'inici del conflicte. El 1992, poc després de l'extensió de la guerra a Bòsnia i Hercegovina, es va establir la Força de Protecció de les Nacions Unides (UNPROFOR) que es va enviar a la regió per, entre altres tasques, dur a terme esforços humanitaris arreu de Bòsnia i Hercegovina; finalment es va convertir en una força de gairebé 38.599 militars al març de 1995. El Consell de Seguretat de l'ONU va establir sis zones segures a tot el país el 1993: a Sarajevo, Tuzla, Srebrenica, Bihać, Goražde i Žepa, per protegir els civils de l'avanç de l'exèrcit serbobosni i de la violència contra les poblacions civils durant l'avanç.
La creació de les zones segures de l'ONU, però, va contribuir a augmentar les crítiques al manteniment de la pau de l'ONU a causa de les contradiccions conceptuals en la seva creació. Tot i que les parts havien de tractar les zones establertes com a «segures» segons la resolució del Consell de Seguretat, les tropes de la UNPROFOR que gestionaven i protegien les àrees tenien pocs mitjans pràctics per dur a terme els seus mandats. Si bé en principi la UNPROFOR estava autoritzada a utilitzar la força en autodefensa i a coordinar amb l'OTAN el suport aeri per a les seves missions, el lideratge de l'ONU va evitar estratègicament situacions que duguessin a que les forces de pau poguessin emprar legítimament la força; més aviat esperaven que la seva mera presència dissuadís possibles atacs i garantís la seguretat dels habitants de la zona segura. A més, la UNPROFOR es va enfrontar a la tasca fonamentalment contradictòria de dur a terme les activitats tradicionals de manteniment de la pau en una zona sense pau per mantenir, sinó més aviat afectada per la violència continuada.

## La zona segura de Tuzla
L'avanç de l'exèrcit serbobosnià que amenaçava de conquerir la ciutat de Srebrenica i altres parts de Bòsnia oriental, així com el nombre d'atrocitats comeses per les forces serbobosnianes contra les poblacions civils malgrat els esforços de l'ONU van dur el Consell de Seguretat a establir sis anomenades zones segures. Una d'aquestes zones segures es va establir a Tuzla, una ciutat minera de sal a 120 km de Sarajevo, a la regió nord-est de Bòsnia. Tuzla es va convertir en un lloc crític a causa, en primer lloc, de la seva condició com a nucli de població al país, amb una població que duplicava amb escreix la seva població d'abans de la guerra, de 170.000 habitants, a més de 370.000. En segon lloc, la importància estratègica de la zona segura de Tuzla també va derivar de la seva proximitat a la frontera recentment establerta entre la República Srpska, controlada per Sèrbia, i les zones controlades pels bosnians. Tuzla també era un lloc estratègic en la guerra a causa de la possessió d'un dels pocs aeròdroms grans del país.
La responsabilitat de la protecció i la gestió de la zona segura de Tuzla es va encarregar al NORDBAT 2, una força combinada de 1.246 tropes daneses, noruegues i sueques. Com que la caiguda de la Unió Soviètica havia deixat Dinamarca per primera vegada en la seva història sense un adversari militar potencial, l'empitjorament de la situació als Balcans i l'establiment d'operacions de la UNPROFOR a la regió van proporcionar una oportunitat d'actuació, en tasques de manteniment de la pau, a l'exèrcit danès.
Sota aquest mandat, l'encàrrec principal del NORDBAT 2 era garantir la capacitat continuada de la comunitat internacional de proporcionar equipament militar i ajuda humanitària per a la seva distribució a tot el país protegint el gran camp d'aviació als afores de Tuzla. El 1994, Lars Møller de les forces de defensa daneses va ser nomenat segon al comandament de la totalitat del NORDBAT 2, així com comandant de les unitats daneses. Com que l'exèrcit danès ja havia desplegat un gran nombre de tropes per ajudar les tropes de l'ONU a Croàcia i Bòsnia, donar suport a les operacions de la UNPROFOR a Tuzla va ser una decisió relativament rutinària i sense polèmica. La decisió addicional del Parlament danès el 17 d'agost de 1993 d'enviar deu tancs Leopard 1 juntament amb tropes a Tuzla va ser, però, molt controvertida, ja que el desplegament de vehicles blindats pesants, com els tancs, no s'havia fet mai en suport d'una operació humanitària com la de Tuzla.

## L'incident
La situació a Bòsnia es va deteriorar a principis de 1994 quan les forces sèrbies de Bòsnia van començar a llançar una sèrie d'ofensives contra la zona segura de l'ONU a Goražde, que van acabar finalment amb un atac aeri de l'OTAN. Les condicions a la zona segura de Tuzla reflectien la tendència general, i les setmanes prèvies a l'operació Bøllebank es van caracteritzar per una notable intensificació dels bombardejos, especialment dirigits cap a l'aeroport de Tuzla. En resposta a l'augment dels bombardejos, el contingent danès va concebre un pla d'emergència, el Pla Bøllebank, per poder mobilitzar ràpidament les tropes en defensa de l'aeròdrom de Tuzla. Tot i que es va donar l'alarma i el pla es va executar diverses vegades sota un fort bombardeig, la mobilització de tropes i tancs a l'aeròdrom de Tuzla mai va conduir directament a un tiroteig o enfrontament directe.
La nit del 29 d'abril de 1994, però, van sonar les alarmes al campament danès i set dels deu tancs Leopard 1 A5 es van posar en marxa. Els relats de diversos comandants de tancs expliquen que les seccions de tancs es van mobilitzar i enviar sense ordres ni assignació clares, però s'informava que les vides del personal de l'ONU estaven en perill. Aviat es va comunicar als comandants dels tancs, però, que havien de rescatar el lloc d'observació TANGO 2, ocupat per tropes noruegues i sueques, que havia estat sota un intens foc de les forces serbobosnianes que estaven vigilant al cim d'una muntanya propera.
A mesura que la columna de tancs s'acostava al poble de Sarači a 8 quilòmetres a l'est de Tuzla, van ser sotmesos a un intens bombardeig per part de les forces serbobosnianes que utilitzaven morters i coets antitanc, entre altres formes d'artilleria. Mentre que parts de la columna buscaven refugi a Sarači, es va enviar un parell de tancs en un intent de salvar el post TANGO 2. Mentre elements de la columna esperava més ordres a Sarači, els dos primers tancs van tornar a caure sota el foc d'artilleria quan van arribar als afores del poble de Kalešija, l'assentament més proper al post d'observació. Tot i que els comandants danesos van demanar suport a l'OTAN en forma d'atac aeri, aquestes peticions van ser finalment denegades.
La seqüència exacta dels esdeveniments que van seguir ha estat molt discutida, ja que els informes oficials de l'operació han estat qüestionats per detalls i relats alternatius presentats pels comandants de tancs i altres tropes daneses que van participar en l'operació. Les disputes han girat principalment al voltant de dos aspectes crucials: si es van donar mai ordres explícites perquè les forces estacionades a Sarači prenguessin una posició defensiva i retornessin el foc contra els serbobosnians i, si és així, qui va donar aquestes ordres. Segons diverses fonts, les pèrdues pel costat serbobosnià van arribar fins a 150 homes i un dipòsit de munició. Aquestes xifres segueixen sent no oficials, però, ja que els comandants serbis de Bòsnia van declarar oficialment que només van patir nou baixes durant l'incident. El que se sap amb certesa, però, és que les forces daneses van retornar foc contra els seus atacants, disparant un total de 72 obusos: 44 cartutxos d'alt poder explosiu, 19 de fòsfor i 19 perforants. Els obusos van assolir un dipòsit de municions i diversos búnquers així com tres tancs serbobosnians T-55, segons una altra font, que van causar una gran destrucció i van frustrar l'emboscada en un cas que Møller descriu com «el ratolí que es va menjar el gat».

## Conseqüències

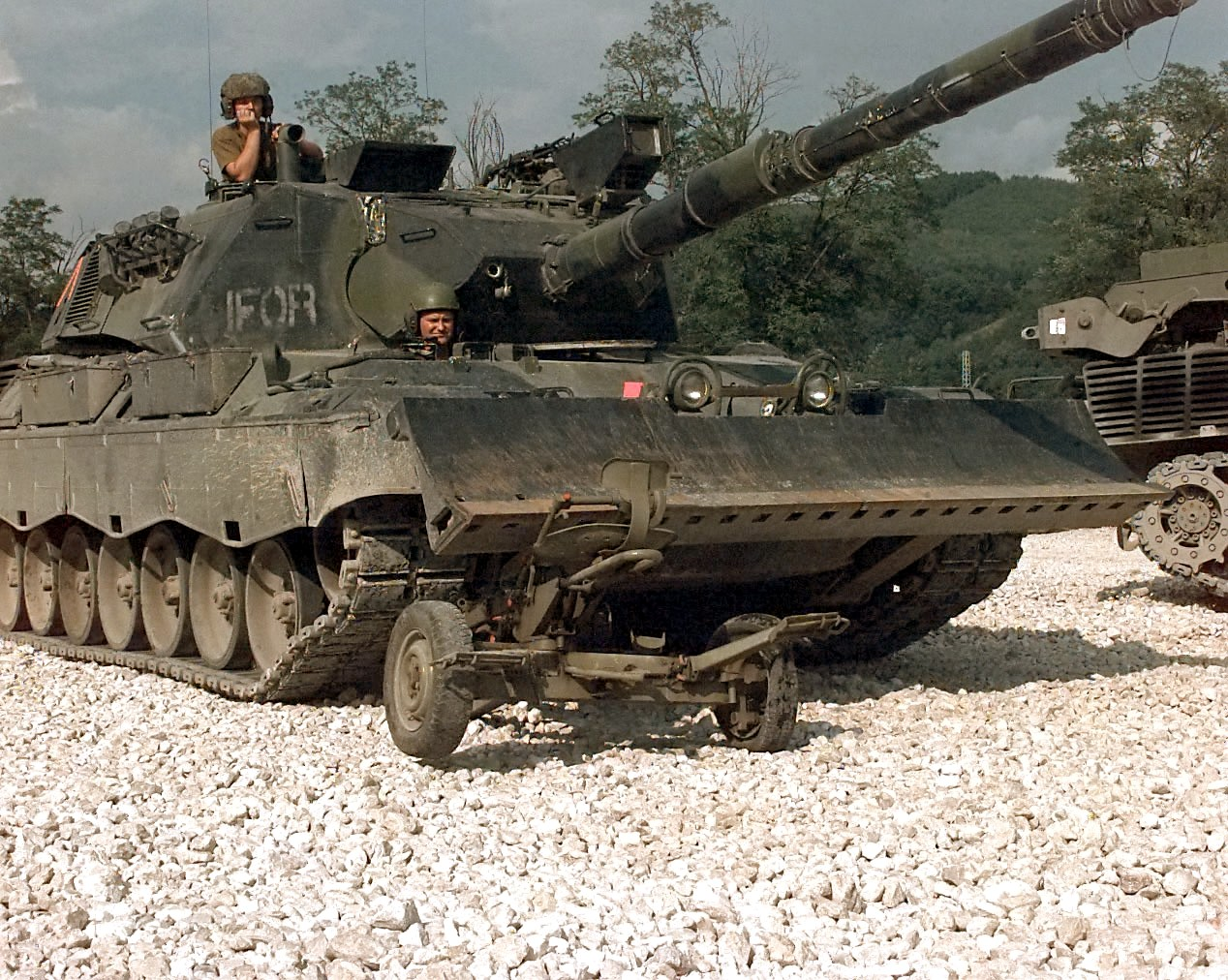
Un tanc danès Leopard 1A5 de l'IFOR aixafant un canó serbobosnià de 20 mm el 1996

Els fets de l'operació Bøllebank no van ser estar exempts de conseqüències ni per a les forces daneses ni per a les operacions més grans de manteniment de la pau de l'ONU a les quals van donar suport com a part de la UNPROFOR. Les crítiques a l'operació i al seu lideratge, especialment als líders danesos Lars Møller i Carsten Rasmussen, provenien tant dels administradors de l'ONU com dels posteriors líders del NORDBAT 2. El personal de l'ONU que sempre s'havia mostrat escèptics amb el desplegament de tancs per part del govern danès va afirmar que la mera presència dels vehicles blindats a Tuzla era una provocació i duia a un augment de l'agressió per part sèrbia. Internament, l'últim comandant del NORDBAT 2, el general de brigada Per Hvidberg, estacionat a Tuzla entre 1995 i 1996, va descriure l'ús de la força que va fer Møller com a innecessari, provocatori i equivocat, ja que infringia les estrictes regles d'enfrontament establertes per l'ONU.
L'incident va provocar respostes internes mixtes, ja que sectors de l'ONU sempre havien plantejat una resistència i un escepticisme cap a l'ús d'artilleria pesant i tancs com a components de les missions de manteniment de la pau, mentre que altres parts havien demostrat estar disposades a aprovar l'ús d'aquesta força. Arran de l'operació Bøllebank, la seu de l'ONU a Zagreb, va començar a investigar si els danesos havien incomplert les regles d'enfrontament vigents amb un ús excessiu de la força. Una sessió informativa va demostrar que les forces daneses havien obert foc només després d'haver rebut foc i només després d'un retard important. Segons Møller, la seu de l'ONU va prendre algunes mesures per limitar la llibertat de moviment dels tancs danesos després de l'incident. El govern danès mai no va dur a terme audiències ni investigacions dels esdeveniments de l'operació Bøllebank. Un altre incident va tenir lloc més tard aquell any entre les forces de pau daneses i les forces sèrbies prop de Gradačac en el curs de l'Operació Amanda.
A més gran escala, l'operació també va tenir greus conseqüències per a la UNPROFOR i la reputació i legitimitat del manteniment de la pau de l'ONU. La decisió del Consell de Seguretat de permetre l'ús de la força per part de les forces de la UNPROFOR en autodefensa i de col·laborar amb l'OTAN per ordenar suport aeri va donar lloc a grans discrepàncies entre la realitat militar de les condicions sobre el terreny a Bòsnia i la comprensió tradicional de la naturalesa i la paper del manteniment de la pau de l'ONU. Com es va il·lustrar en el cas de l'operació Bøllebank, el que va resultar com a conseqüència d'aquestes discrepàncies va ser un sistema en gran part desarticulat en el qual les forces de la UNPROFOR, que en principi estaven autoritzades a utilitzar la força i el suport aeri en autodefensa, sovint se'ls negaven les sol·licituds per una direcció de l'ONU que desconfiava a l'hora de permetre que les forces de la UNPROFOR exercissin aquestes autoritzacions, per por de ser percebudes com una part en conflicte. Tot i que no és una conseqüència directa de l'operació Bøllebank, les estructures i el mandat contradictoris a la base de la UNPROFOR i el paper controvertit que van tenir les seves operacions a Bòsnia i Hercegovina van dur finalment el Consell de Seguretat a dissoldre la UNPROFOR com a departament separat el març de 1995 i a reestructurar el programa en operacions de manteniment de la pau separades però interrelacionades.

## Debat en curs a Dinamarca
Els mitjans de comunicació danesos s'han referit a l'operació Bøllebank com un fet famós i històric de la història militar danesa. En els darrers anys, l'incident ha tornat a rebre l'atenció dels mitjans després que el 2016 es publiqués un llibre de gairebé 600 pàgines de Lars Møller titulat Operació Bøllebank que relata els fets. La descripció presentada per Møller al seu llibre ha estat un impuls important per tornar a despertar el debat sobre la sèrie d'esdeveniments que es van produir durant l'operació més de vint anys abans.
Les fortes crítiques des del 2016 han estat plantejades principalment per part d'un grup de soldats que van participar en l'operació Bøllebank, i s'han dirigit cap a Carsten Rasmussen, líder de l'esquadró de tancs en el moment de l'operació, i al mateix Møller, que va declarar que els informes oficials de l'operació eren falsos. Les crítiques al lideratge de l'operació es van expressar per primera vegada en una entrevista amb Erik Kirk, cap de la segona secció. Tot i que l'entrevista amb Kirk es va produir gairebé una dècada abans de la publicació del llibre de Møller, no va ser fins al 2016, dos anys després de la mort de Kirk, que altres membres de l'operació van afegir-hi les seves crítiques i van posar el cas en el punt de mira mediàtic. En declarar que els informes oficials eren una broma permanent, es va plantejar una oposició als informes de Møller i als informes oficials, corroborada per més de vint fonts que havien participat en l'operació.
Els detalls més discutits dels relats són els que descriuen les ordres donades per posar en formació la segona secció i les ordres que autoritzaven la primera a disparar contra les forces militars sèrbies. Contràriament al que apareix als relats oficials, la descripció alternativa dels esdeveniments descrita per diversos soldats insisteix que Rasmussen i Møller van romandre en silenci per la ràdio i no van donar mai ordres directes perquè les seccions es reunissin en formació o disparessin contra els serbis. Tal com recorda un dels comandants de tancs, no hi va haver ordres de posar la segona secció en formació i proporcionar foc de protecció a mesura que la primera unitat de tancs avançava, un error en els procediments militars més bàsics que podria haver donat lloc a greus conseqüències per a les tropes daneses.
Les denúncies plantejades el 2016 van ser tan significatives que Danmarks Radio, l'empresa de radiodifusió estatal de Dinamarca, va produir un documental especial de ràdio sobre l'operació el gener de 2017 amb el títol Løgnen om Operation Bøllebank (La mentida sobre l'operació Bøllebank). Rasmussen i Møller van respondre a les denúncies formulades contra ells amb diferents relats dels fets. En el documental de ràdio, Rasmussen sosté que, quan els serbis van disparar els primers trets, va córrer cap als seus tancs per ordenar que la segona secció es posés en posició. Møller, d'altra banda, afirma que a causa de la manca de temps sota l'atac, mai es van donar ordres explícites de posar en formació els tancs de la segona secció. Tant Møller com Rasmussen, però, insisteixen que les ordres de retornar foc contra els serbis atacants van ser comunicades pel mateix Møller per ràdio.
L'emissió va provocar un escàndol considerable. Rasmussen i Møller van presentar al·legacions contra la integritat periodística de Danmarks Radio, la qual cosa va provocar l'eliminació temporal del reportatge abans que es tornés a emetre més tard sota el nou títol Operation Bøllebank- Kampen om Sandheden (Operació Bøllebank: la lluita per la veritat). Mentre que el documental de ràdio i diverses investigacions dels mitjans de comunicació sobre l'operació i les denúncies contra els relats de Møller i Rasmussen van aconseguir generar debat públic i pressió política per tornar a investigar els comptes oficials, el Ministre de Defensa, Claus Hjort Frederiksen, va afirmar que el cas ja havia prescrit, de manera que va descartar, així, la possibilitat d'investigacions addicionals.